# Пегая саламандра
Пегая саламандра (лат. Plethodon caddoensis) — вид хвостатых амфибий семейства Безлёгочные саламандры (Plethodontidae).
Эндемик штата Арканзас в США. Обитает в горах Каддо на высоте 300—400 метров над уровнем моря в округах Монтгомери и Полк.
Обитает в лесах, на скалах и в пещерах. Этому виду угрожает потеря среды обитания.